# Ballon éclairant

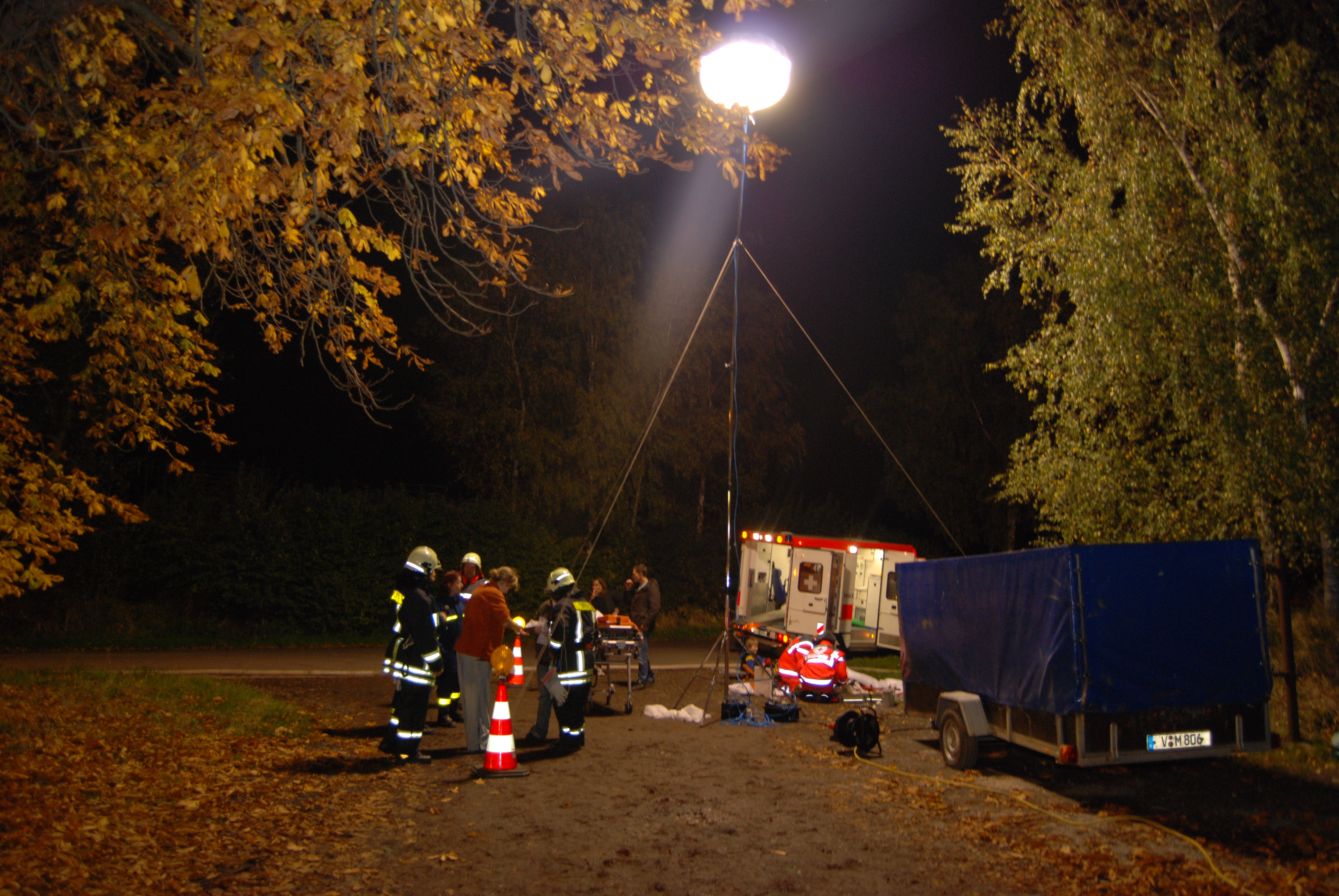
Ballon éclairant Powermoon sur un site de secourisme (entraînement).

Le ballon éclairant est un système d'éclairage auto-porté dans un ballon gonflé par des ventilateurs ou à l'hélium (ballon captif) selon la taille du dispositif. Il est prévu pour l'intérieur ou l'extérieur, lorsque les points d'accroche sont difficiles, voire impossibles, à installer pour supporter des projecteurs.

## Historique
Inventé dans les années 1920 en Allemagne, le ballon éclairant a été breveté pour la première fois le 26 octobre 1924 (brevet #427894).

Jusque dans les années 1990, plusieurs brevets ont été déposés même si les utilisations étaient très limitées.[réf. nécessaire]
La conception du ballon éclairant a été grandement modernisée par l'entreprise Airstar, basée près de Grenoble (Isère) depuis 1994.

## Utilisation
Les ballons éclairants peuvent être utilisés pour :
- mettre en lumière des événements, éclairer des tournages de cinéma ou télévision ;
- Les travaux routiers nocturnes, par les services de secours[2] ;
- servir d'éclairage événementiel ;
- comme moyen d'éclairage pour les équipes d'interventions nocturnes[3] ;
- , etc.

## Ballon éclairant vs. ballon lumineux
Il est important de faire la distinction entre les ballons éclairants et les ballons lumineux qui sont visibles la nuit mais qui n'éclairent que très peu le sol.